# Лорел-Лейк (Нью-Джерсі)
Лорел-Лейк (англ. Laurel Lake) — переписна місцевість (CDP) в США, в окрузі Камберленд штату Нью-Джерсі. Населення — 2861 особа (2020).

## Географія
Лорел-Лейк розташований за координатами 39°19′35″ пн. ш. 75°1′50″ зх. д. / 39.32639° пн. ш. 75.03056° зх. д. (39.326293, -75.030620). За даними Бюро перепису населення США у 2010 році переписна місцевість мала площу 4,83 км², з яких 4,51 км² — суходіл та 0,32 км² — водойми.

## Демографія
Згідно з переписом 2010 року, у переписній місцевості мешкало 2989 осіб у 1091 домогосподарстві у складі 754 родин. Густота населення становила 619 осіб/км². Було 1230 помешкань (255/км²).
Расовий склад населення:
| - 90,1 % — білих - 3,7 % — чорних або афроамериканців - 0,5 % — азіатів - 0,3 % — корінних американців - 1,7 % — осіб інших рас |

До двох чи більше рас належало 3,6 %. Частка іспаномовних становила 6,5 % від усіх жителів.
За віковим діапазоном населення розподілялося таким чином: 26,5 % — особи молодші 18 років, 63,6 % — особи у віці 18—64 років, 9,9 % — особи у віці 65 років та старші. Медіана віку мешканця становила 35,4 року. На 100 осіб жіночої статі у переписній місцевості припадало 99,3 чоловіка; на 100 жінок у віці від 18 років та старших — 98,7 чоловіка також старших 18 років.
Середній дохід на одне домашнє господарство становив 51 541 долар США (медіана — 41 192), а середній дохід на одну сім'ю — 59 066 доларів (медіана — 46 305). За межею бідності перебувало 25,0 % осіб, у тому числі 30,3 % дітей у віці до 18 років та 6,0 % осіб у віці 65 років та старших.
Цивільне працевлаштоване населення становило 1126 осіб. Основні галузі зайнятості: виробництво — 21,5 %, роздрібна торгівля — 21,2 %, освіта, охорона здоров'я та соціальна допомога — 16,9 %.